# Unruhen in Kalkutta 1946

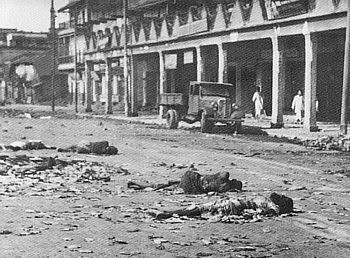
Opfer der Unruhen in Kalkutta 1946

Die Unruhen in Kalkutta von 1946, im Englischen auch „Great Calcutta Killing“ oder „Direct Action Day“ genannt, ereigneten sich zwischen dem 16. und 19. August 1946.
In Kalkutta kam es zu gewalttätigen Auseinandersetzungen zwischen Muslimen und Hindus, bei denen nach Schätzungen zwischen 5.000 und 10.000 Menschen ums Leben kamen und weitere 15.000 verletzt wurden. Die Unruhen trugen dazu bei, dass auch führende Politiker des Indischen Nationalkongresses zu der Meinung gelangten, dass die von der Muslimliga geforderte Teilung Indiens in einen Muslimstaat Pakistan und einen Hindustaat Indien die bessere oder einzig mögliche Lösung der Konflikte wäre. Der Indische Nationalkongress hatte zuvor immer auf der Einheit Indiens nach dem Ende der britischen Kolonialherrschaft bestanden.
Ausgelöst wurden die Unruhen durch einen von der Muslimliga ausgerufenen Generalstreik, dem „Direct Action Day 1946“.

## Hintergrund
Die Muslimliga und der Indische Nationalkongress waren die beiden einflussreichsten Parteien in der Verfassungsgebenden Versammlung Indiens während der 1940er Jahre. Während die Muslimliga rein muslimisch geprägt war, bildeten im Indischen Nationalkongress Hindus die Mehrheit. Doch im Gegensatz zur Muslim Liga vertrat der Indische Nationalkongress eine Politik der Einheit Indiens und lehnte Muhammad Ali Jinnahs Konzept, einen rein muslimischen Staat innerhalb Indiens zu errichten, ab. 1946 veröffentlichte eine britische Parlamentarische Kommission (1946 Cabinet Mission to India) ihre Vorschläge zur Machtübergabe der britischen Kolonialherrschaft an die Inder. Diese gingen von einem neuen unabhängigen „Dominion“ Indien aus, das aus föderalen Bundesländern innerhalb einer gemeinsamen Union von Indien bestehen sollte. Dieses Konzept lehnte Ali Jinnah im Namen der Muslimliga jedoch ab und bestand weiterhin auf einem eigenen, rein muslimisch geprägten neuen Staat Pakistan. Diese Forderung wurde jedoch vom Indischen Nationalkongress abgelehnt.
Um die Forderung nach einem eigenen muslimischen Staat zu bekräftigen und gegen deren Ablehnung durch den Indischen Nationalkongress zu protestieren, rief die Muslimliga für den 16. August 1946 zu einem Generalstreik, einem so genannten Hartal, auf. Zu diesem Zeitpunkt war die Provinz Bengalen zwar von einer muslimischen Mehrheit bevölkert und wurde als einzige Provinz Britisch-Indiens von einer Muslimliga-Provinzregierung regiert. In Kalkutta bildeten jedoch Hindus eine deutliche Mehrheit der Bewohner.

## Die Unruhen breiten sich aus
Vor diesem Hintergrund löste der von der Muslimliga angekündigte Streik massive gewalttätige Unruhen zwischen Hindus und Muslimen aus. Dabei ist umstritten, von welchem Teil der Bevölkerung die ersten Gewalttaten ausgingen, da sowohl Berichte über Angriffe von Muslimen auf Hindu-Geschäfte existieren als auch solche von aufgebrachten Hindus, die mit so genannten Lathis (Schlagstöcken) etwa zum selben Zeitpunkt Muslime angriffen.
Innerhalb von 72 Stunden verloren in Kalkutta und dem engeren Umland über 5.000 Menschen ihr Leben, während weitere 100.000 Menschen obdachlos wurden. Andere Quellen gehen sogar von 7.000–10.000 Todesopfern aus. Ebenso umstritten ist die Verteilung der Opfer zwischen den verschiedenen Religionen. Während einige Belege dafür sprechen, dass die Anzahl von Hindu-Opfern höher war, sprechen anderen von einer Mehrheit an muslimischen Opfern.
Betroffen von den Unruhen und der Anzahl der Opfer begab sich Mahatma Gandhi in die Region, um dort zu Frieden und zur Versöhnung aufzurufen.
Jinnah jedoch rückte in der Folge des Gewaltausbruchs von der Idee eines eigenen muslimischen Staates innerhalb eines föderalen Indiens ab. Er bestand nunmehr nur umso entschiedener auf der Errichtung einer souveränen Nation Pakistan nach dem Ende der britischen Kolonialherrschaft.
Die Gewalt in Kalkutta führte zunächst zu einem Flüchtlingsstrom aus der Stadt, in den folgenden Tagen zu weiteren Unruhen in Noakhali, Bihar, dem heutigen Uttar Pradesh, dem Punjab und der Nordwestlichen Grenzprovinz, und schließlich zur Teilung Indiens, die auch eine zweite Teilung Bengalens nach der Teilung von 1905–1911 brachte.